# Wonder World
Wonder World är det andra studioalbumet av den sydkoreanska musikgruppen Wonder Girls. Det gavs ut den 7 november 2011 och innehåller 13 låtar. Den enda singeln som gavs ut från albumet var "Be My Baby". Albumet debuterade på första plats på Gaon Chart den 12 november 2011.

## Låtlista
| Nr  | Titel                 | Längd |
| --- | --------------------- | ----- |
| 1.  | G.N.O.                | 3:30  |
| 2.  | Be My Baby            | 3:31  |
| 3.  | Girls Girls           | 3:33  |
| 4.  | Me, In                | 3:14  |
| 5.  | Sweet Dreams          | 3:34  |
| 6.  | Stop!                 | 3:22  |
| 7.  | Dear Boy              | 3:11  |
| 8.  | Do Go Do Go           | 3:46  |
| 9.  | SuperB                | 3:19  |
| 10. | Act Cool              | 3:33  |
| 11. | Be My Baby (Ra.D Mix) | 3:27  |
| 12. | Nu Shoes              | 3:29  |
| 13. | Be My Baby (Eng Ver.) | 3:32  |

Spår 13 finns endast med på den digitalt nedladdningsbara versionen av albumet som finns på Itunes Store.

## Listplaceringar
| Lista    | Topplacering |
| -------- | ------------ |
| Sydkorea | 1            |